# منطقه اقتصادی ولگا-ویاتکا

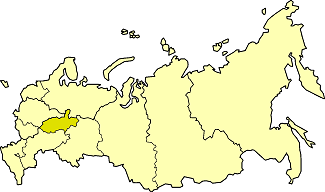
Volga-Vyatka economic region on the map of Russia

منطقه اقتصادی ولگا-ویاتکا (روسی: Во́лго-Вя́тский экономи́ческий райо́н) یکی از دوازده منطقه اقتصادی روسیه است.